# Véronique Ancia
Véronique Ancia est une magistrate belge.

## Biographie

### Famille
Véronique Ancia est le sixième enfant d'une famille de dix enfants.

### Formation
Véronique Ancia étudie le droit à la faculté de Liège et fini ses études en 1978. Elle souhaite être pilote et apprend à l'aéroport de Bierset pendant ses études de droit.

### Carrière juridique
Véronique Ancia est nommée juge d'instruction à Liège en 1988 après quatre années comme avocate au barreau de Bruxelles.

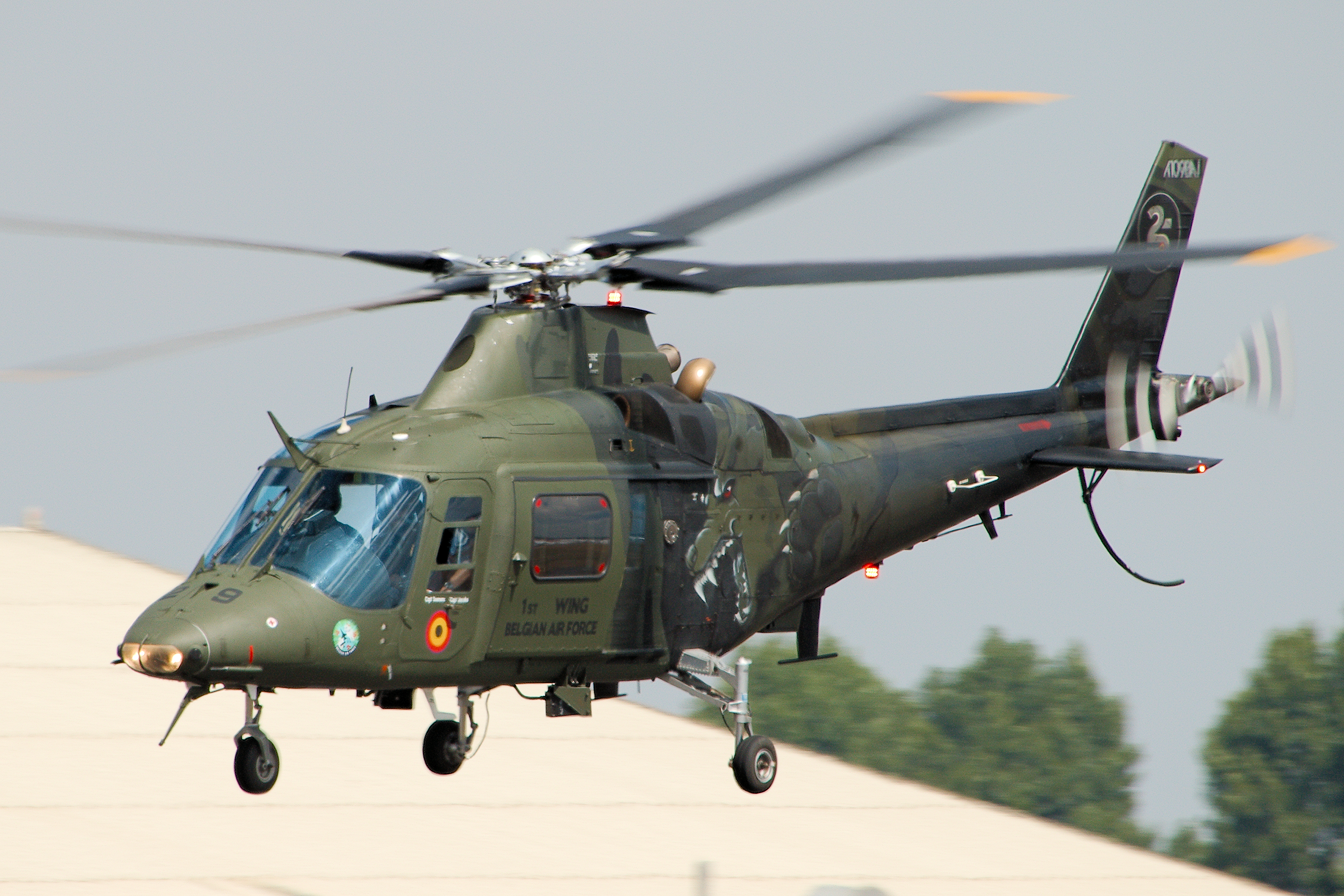
Hélicoptère de combat Agusta A.109 en service dans l’Armée belge.

À la suite de l'assassinat du ministre d'État et ancien président du Parti socialiste belge André Cools le 18 juillet 1991, une cellule spéciale, composée de six agents de la police judiciaire et criminelle dite « Cellule Cools », est mise en place sous la tutelle de Véronique Ancia, celle-ci étant la juge d'instruction de garde lors des faits. Au cours de l'instruction du dossier, elle découvre de nombreux autres scandales: affaire Agusta-Dassault, financement occulte du parti socialiste et détournements à la compagnie d'assurance Société mutuelle des assurances publiques (SMAP),.
Elle est nommée Femme de l'année 1992 pour son travail.
Elle est chargée de l'enquête dans l'affaire Agusta-Dassault, une affaire judiciaire de corruption liée à l'achat par la défense belge d'hélicoptères de combat Agusta A.109 en 1988, ainsi qu'à un contrat de modernisation électronique des avions de combat F-16 de l'armée de l'air belge par la société Électronique Serge Dassault, en 1989. Véronique Ancia soupçonne Guy Coëme, ministre de la défense au moment des faits, de faux en écriture et demande la levée de son immunité parlementaire le 20 décembre 1993. Elle souhaite notamment interroger Bettino Craxi, ancien premier ministre Italien dans le cadre de cette affaire. En 1994, les fouilles effectuées au parti socialiste sous sa direction révèlent que des chefs du parti ont été payés dans l'octroi du contrat pour Agusta ce qui conduit à la démission de trois ministres Guy Coëme, Guy Spitaels et Guy Mathot et le secrétaire général de l'OTAN, Willy Claes. L’enquête dure 9 ans pendant lesquels elle subit les pressions de l'industrie aéronautique, de la franc-maçonnerie et de la magistrature,.
En 2003, Véronique Ancia instruit le dossier SMAP dans lequel Anne Thily, procureure générale de Liège, la défend puisque la validité de certains documents de l'accusation est remise en cause. En 2017, l'ex-dirigeant de la SMAP tente de la faire intervenir comme témoin dans son procès pour blanchiment d'argent.
De 2000 à 2015, elle est conseillère à la Cour d'Appel de Liège. Elle prend sa retraite en 2015.